# Diecezja Achonry
Diecezja Achonry (łac. Diœcesis Achadensis) – diecezja Kościoła katolickiego w Irlandii. Sufragania metropolii Tuam. Istnieje od 560. Od 2025 połączona unią in persona episcopi z diecezją Elphin.

## Główne świątynie
- Katedra: Katedra Zwiastowania NMP w Ballaghaderreen

## Biskupi diecezjalni
- ca. 558 Cathfuidh
- 1152 Mael Ruanaid ua Ruadain
- 1159 Gille na Naehm Ó Ruadain [Gelasius]
- 1208 Clemens Ó Sniadaig, O.Cist
- 1220 Connmach Ó Torpaig [Carus]
- 1226 Gilla Isu Ó Cleirig [Gelasius]
- 1237 Tomas Ó Ruadhan
- 1238 Oengus Ó Clumain [Elias]
- 1251 Tomas Ó Maicin
- 1266 Tomas Ó Miadachain [Dionysus]
- 1286 Benedict Ó Bracain
- 1312 David I. von Kilheny
- 1348 David II.
- 1348 Nicol alias Muircheartach Ó hEadhra, O.Cist
- 1374 William Andrew, O.P.
- 1385 Simon, O.Cist
- ca. 1390 Tomas mac Muirgheasa MacDonn-chadha
- 1401 Brian mac Seaain Ó hEadhra
- 1410 Maghnus Ó h Eadhra
- 1424 Donatus
- 1424 Richard Belmer, O.P.
- 1436 Tadhg Ó Dalaigh, O.P.
- 1442 James Blakedon, O.P.
- 1449 Cornelius O Mochain, O.Cist.
- 1463 Brian Ó hEasdhra [Benedictus]
- 1470 Nicholas Forden
- 1475 Robert Wellys, O.F.M.
- 1484 Thomas fitzRichard
- 1484 Tomas Ó Conghalain
- 1489 John Bustamente
- 1492 Thomas Ford, O.S.A.
- 1508 Eugenius Ó Flannagain, O.P.
- 1522 Cormac Ó Snighe
- 1522 – 1547 sede vacante
- 1547 – 1555 Thomas O Fihilly
- 1556 – 1561 Cormac O'Coyn, O.P.
- 1562 – 1603 Eugene O'Harte, O.P.
- 1603 – 1629 Sedisvakanz
  - 1629 	– ... Andrew Lynch (wikariusz apostolski)
  - 1631	– 1662 	James Fallon (wikariusz apostolski)
  - 1677 – ... Maurice Durcan (wikariusz apostolski)
- 1684 – 1725 	Hugh MacDermot (do 1707 wikariusz apostolski)
- 1725 –	1735 	Dominic O’Daly, O.P.
- 1735 –	1739 	John O'Hart
- 1739 –	1758 	Walter Blake
- 1758 –	1776 	Patrick Robert Kirwan
- 1776 –	1785 	Philip Phillips
- 1785 –	1787 	Boetius Egan
- 1788 –	1803 	Thomas O’Connor
- 1803 –	1808 	Charles Lynagh [Lynan]
- 1809 –	1817 	John O'Flynn
- 1818 –	1852 	Patrick MacNicholas
- 1852 –	1875 	Patrick Durcan
- 1875 –	1887 	Francis McCormack
- 1888 –	1911 	John Lyster
- 1911 –	1946 	Patrick Morrisroe
- 1947 –	1976 	James Fergus
- 1976 –	2007 	Thomas Flynn
- 2007 –	2017	Brendan Kelly
- 2020 –	2024    Paul Dempsey
- nominat 	Kevin Doran